# Cisitalia
Cisitalia fue una marca de coches deportivos y de carreras italiana. El nombre "Cisitalia" deriva de "Compagnia Industriale Sportiva Italia", un conglomerado empresarial fundado en Turín en 1946 y controlado por el acaudalado industrial y deportista Piero Dusio. El Cisitalia 202 GT de 1946 llegó a ser conocido en el mundo del automóvil como una "escultura rodante".

## Historia

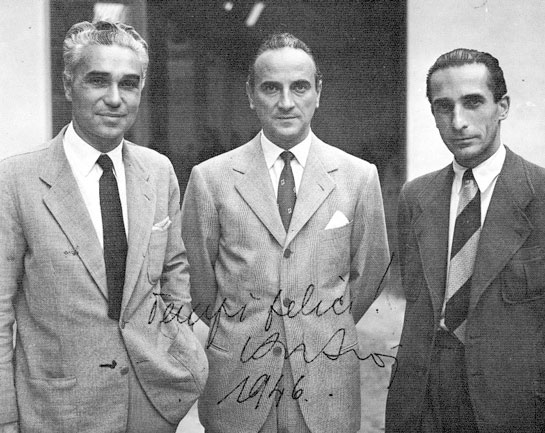
Personal de Cisitalia. Desde la izquierda, Piero Taruffi, Piero Dusio y Giovanni Savonuzzi

La empresa Cisitalia S.p.A. fue fundada en 1943 en Turín por Piero Dusio, un hombre de negocios del norte de Italia que había competido como piloto privado en una serie de grandes premios y carreras de montaña desde la década de 1930. En los primeros años, Cisitalia producía principalmente máquinas herramienta, equipos para garajes de mecánica y bicicletas. Sin embargo, ya en 1944 comenzó la planificación para la producción de un automóvil de carreras. A partir de 1946, los vehículos deportivos puros y más tarde los vehículos de carretera se produjeron en pequeñas series.
En 1950, el fundador de la empresa, Piero Dusio, se trasladó a Argentina tras el fracaso del complejo proyecto del Cisitalia 360. Mientras tanto, la producción de automóviles en Italia continuó bajo la dirección de su hijo Carlo ("Carletto") Dusio. La producción duró con interrupciones hasta 1964, cuando se suspendió definitivamente la actividad de la empresa.

## Cisitalia D46

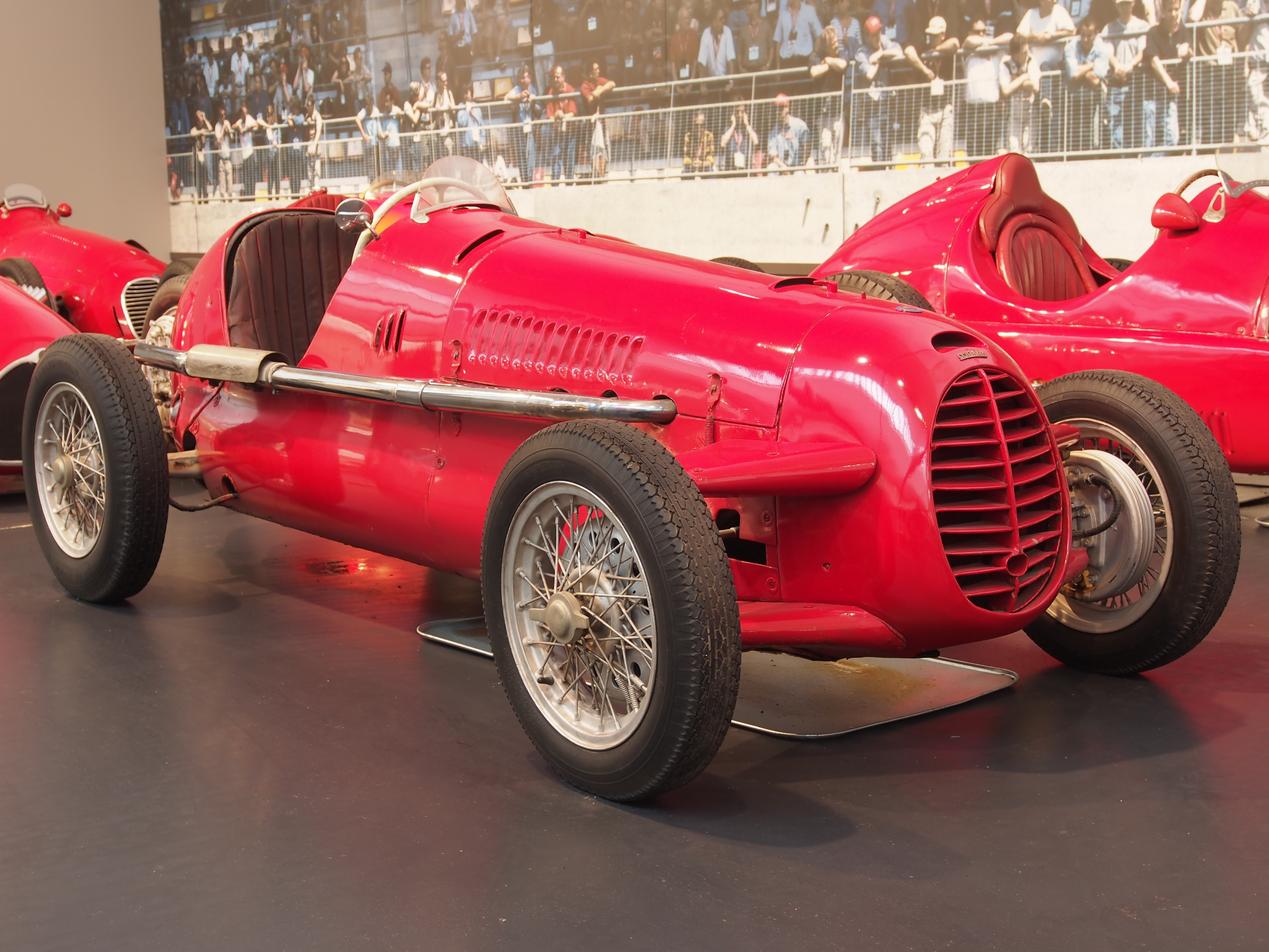
Cisitalia D46

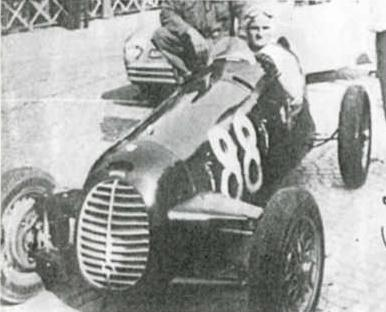
Ilario Bandini conduciendo un Cisitalia D46 en 1947

Utilizando piezas de coches de calle Fiat como base, Dante Giacosa diseñó el D46 que hizo su exitoso debut en 1946. Giacosa tenía un vasto conocimiento de las piezas y de la mecánica de Fiat, ya que había diseñado el legendario 500 antes de la Segunda Guerra Mundial. El motor y la suspensión se derivaron directamente del pequeño Fiat, pero se modificaron ampliamente tanto en las versiones de calle como en las de carreras. El motor recibió cárter seco y otros ajustes aumentaron considerablemente la potencia de salida a 60-70 CV. Con un chasis reticulado tridimensional y un peso inferior a 400 kg (881,8 lb), la potencia disponible era más que suficiente para obtener un rendimiento competitivo. El sueño de Dusio de fabricar coches a medida de cada cliente se redujo a nada, pero en cambio sus D46 comenzaron a dominar la serie voiturette. Conductores de gran talento como Tazio Nuvolari pilotaron el D46, cosechando múltiples éxitos contra coches de carreras más potentes pero de concepción más antigua.

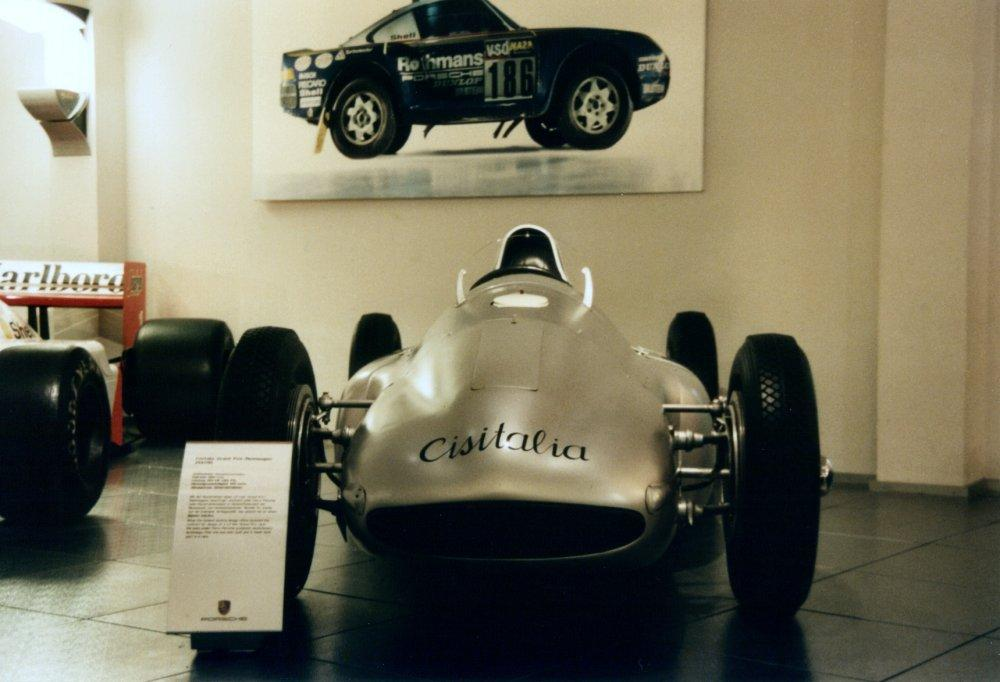
Porsche 360 Cisitalia

Estos éxitos llevaron al proyecto de un monoplaza mucho más ambicioso, que resultaría una carga demasiado pesada para la pequeña empresa, a pesar de algunas ventas fuera de las carreras. Ferdinand Porsche recibió el encargo de diseñar y construir un coche completo de Gran Premio, que condujo al innovador pero complejo Cisitalia 360. Con un diseño de motor central y tracción en las cuatro ruedas, el Type 360 era demasiado caro para que la firma de Dusio pudiera sacarlo adelante con éxito, imposibilitando el desarrollo de ningún otro coche de carreras, y finalmente solo sobrevivieron durante un tiempo los turismos convencionales de la compañía.

## Cisitalia 202

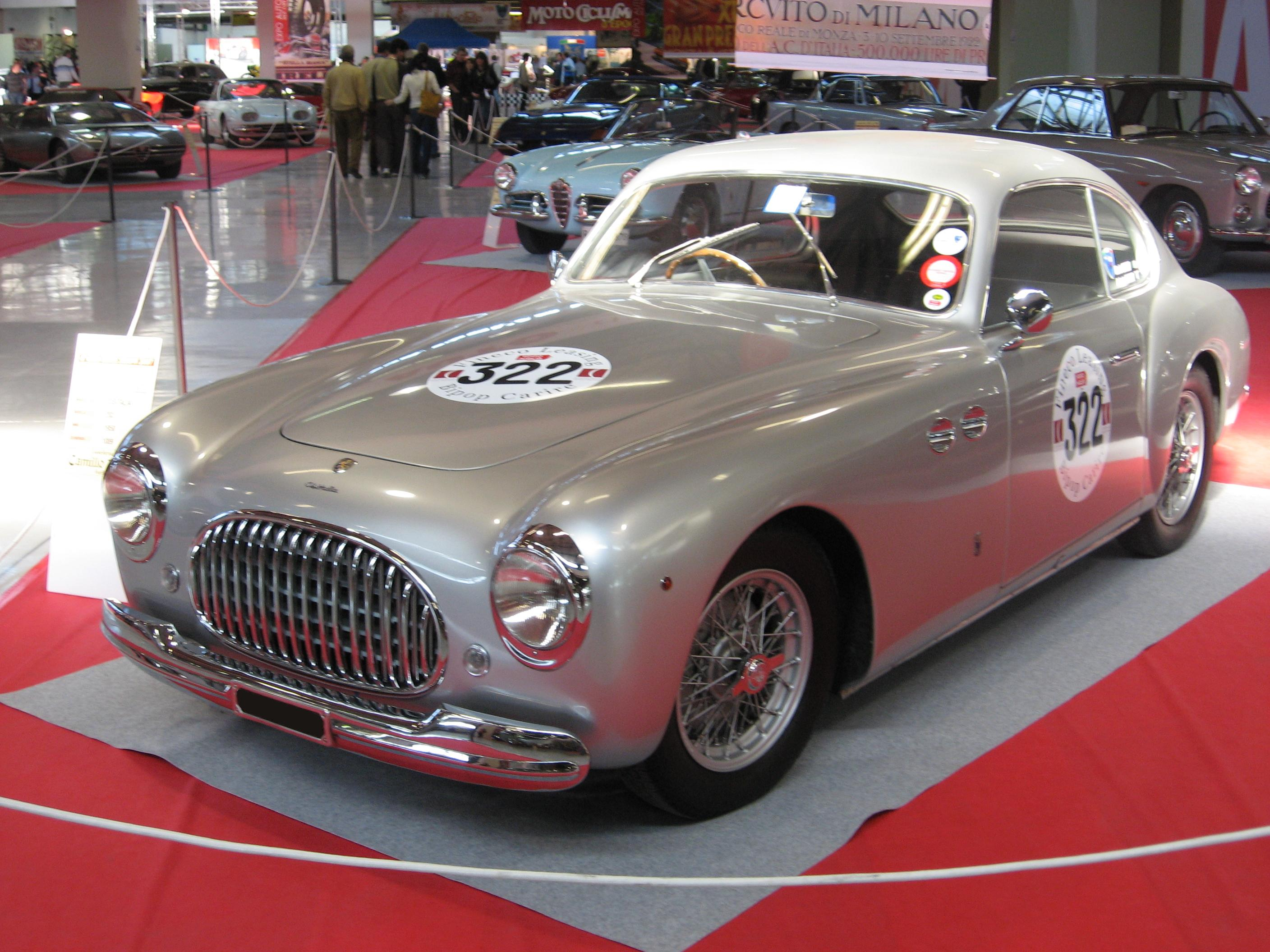
Cisitalia 202

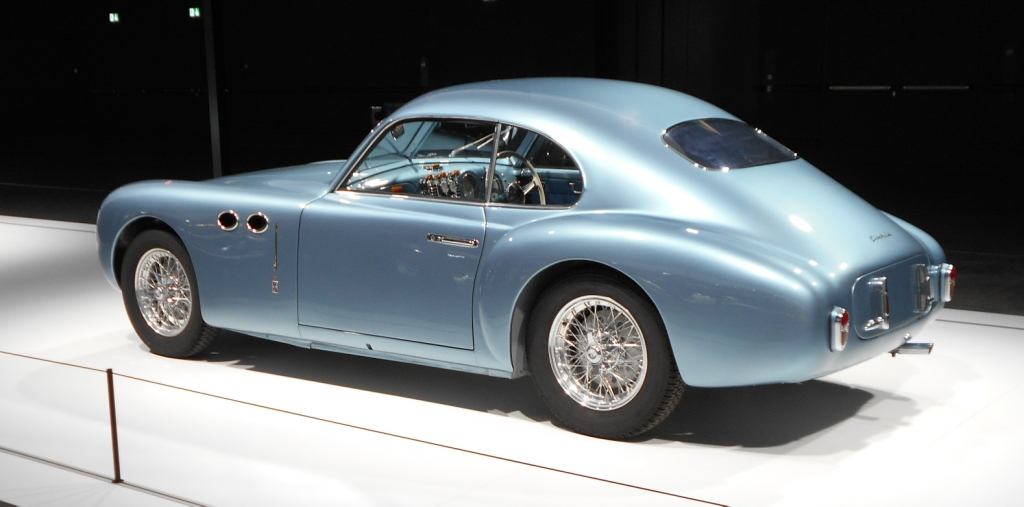
Cisitalia 202 Cupé

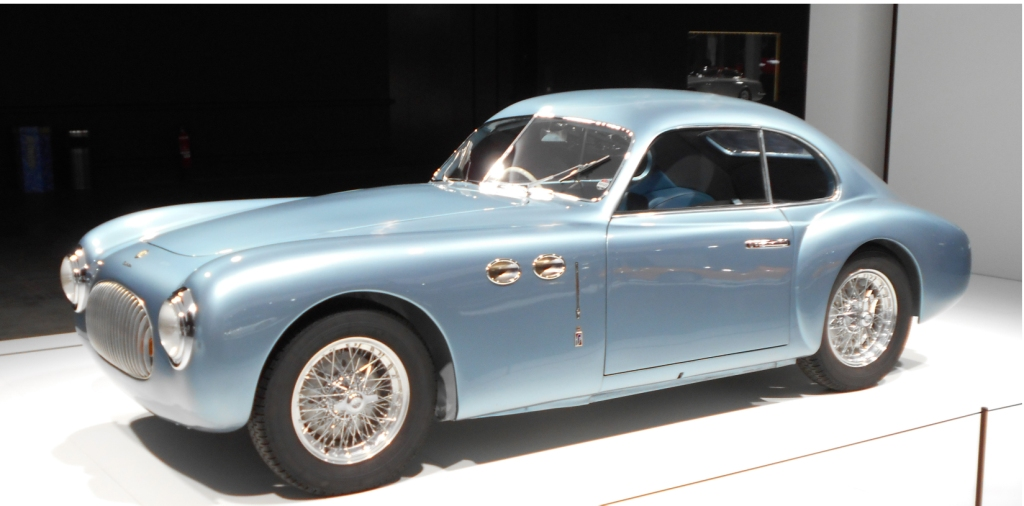
Cisitalia 202 Cupé

Dusio encargó varios automóviles a los principales diseñadores de Europa. Le proporcionó a Pininfarina el chasis, sobre el que se hizo a mano una carrocería de aluminio. Cuando se presentó por primera vez al público coincidiendo con la Copa de Oro de Villa d'Este en Como, Italia, y en el Salón del Automóvil de París de 1947, el 202GT de dos asientos fue un éxito rotundo, convirtiéndose en un logro estético y técnico que transformó el diseño de carrocerías de automóviles de la posguerra.
El MoMA de Nueva York honró el diseño de Pininfarina en 1951. En la primera exhibición del MOMA sobre diseño del automóvil, denominada "Ocho automóviles", el Cisitalia se exhibió con otros siete coches (Mercedes-Benz SS tourer de 1930, Bentley Motors Limited sedán con carrocería de James Young de 1939, Talbot-Lago cupé diseñado por Figoni en forma de lágrima de 1939, Willys-Overland Motors Jeep de 1951, Cord 812 Custom Beverly Sedan de 1937, MG TC de 1948, y el Lincoln Continental cupé de 1941). Sigue siendo parte de la colección permanente del MoMA. Sin embargo, no fue un éxito comercial, debido a tratarse del trabajo artesanal de un carrocero de baja producción y precio elevado. Solo se produjeron 170 unidades entre 1947 y 1952. La mayoría de los coches fueron fabricados por Pinin Farina y algunos por Vignale y Stabilimenti Farina.
Basándose en estudios aerodinámicos desarrollados para los coches de carreras, el Cisitalia ofreció uno de los ejemplos más logrados de carrocería concebida como una carcasa única. El capó, los laterales, los guardabarros y los faros son parte integral de la superficie que fluye continuamente, en lugar de ser agregados. Antes del Cisitalia, el enfoque predominante seguido por los diseñadores de automóviles al definir un volumen y dar forma a la carrocería era tratar cada parte como un elemento distinto y separado: una caja para albergar a los pasajeros, otra para el motor y los faros como apéndices. En el Cisitalia, no había bordes afilados. Las protuberancias y depresiones mantienen el flujo y la unidad generales, creando una sensación de velocidad.

## Cisitalia 202 MM
Dado que el 202 nunca tuvo una producción a gran escala y todos los ejemplares se hicieron a mano, el pequeño grupo de talentosos diseñadores de Cisitalia (entre los que figuraban Carlo Abarth, Dante Giacosa y Giovanni Savonuzzi) fabricó varias variantes del 202. De las versiones más importantes, el SMM Nuvolari Spider se construyó y recibió este nombre tras una victoria de clase en las Mille Miglia de 1947 del afamado piloto Tazio Nuvolari al volante de un Cisitalia. Se identifica fácilmente por sus grandes aletas traseras, parabrisas gemelos y el habitual esquema de pintura roja italiana.
En total, se fabricaron alrededor de 200 automóviles, que tuvieron un gran impacto en las marcas posteriores, incluida la gama de automóviles desarrollada más adelante por Abarth.

## Cisitalia 202 SMM
Para la siguiente temporada, la de 1947, Giovanni Savonuzzi, que había diseñado la mayor parte del 202, esbozó una carrocería cupé para el coche de competición de Cisitalia, materializado por Stabilimenti Farina sobre los chasis # 101 y # 102. Después de que se terminaron los dos cupés, se completó una versión de spyder, llamada SMM  (por las iniciales de Spider Mille Miglia), que adornaría todos los coches de competición posteriores que llevaran la designación MM.
En las Mille Miglia de 1947, el spyder de Cistitalia realmente demostró su valía al liderar la mayor parte de la carrera en las expertas manos de Tazio Nuvolari. A pesar de tener que competir con coches dotados con motores tres veces más grandes, Nuvolari dominó a todos sus rivales hasta que sufrió una serie de problemas bajo la lluvia. Al final, el Cistitalia quedó segundo en la general y primero de su clase. Por este resultado épico, los spyder de competición posteriores fueron conocidos como 202 SMM Nuvolari.
Dado que el 202 SMM recibió mucha atención en las Mille Miglia, Stabilimenti Farina continuó la producción del diseño para varios clientes. En total, se fabricaron alrededor de 20 coches muy similares al coche ganador de Nuvolari.

## Resultados

### Fórmula 1
(Clave) (negrita indica pole position) (cursiva indica vuelta rápida)

| 1952    | D46 | BPM L4 | ? |             | SUI | 500 | BEL | FRA | GBR | GER | NED | ITA |
| 1952    | D46 | BPM L4 | ? | Piero Dusio |     |     |     |     |     |     |     | DNQ |
| Fuente: |     |        |   |             |     |     |     |     |     |     |     |     |

## Modelos
- D46 Monoposto
- D47 Monoposto
- D48 Monoposto
- 202SMM Spyder Nuvolari
- 202SC
- 202C Cupé
- 202C Cabriolet

202 Streamliner
- 202 MM Razzo
- 202 Giacossa
- 202 Cassone

204 Spyder Sport
- Gran Premio 360
- 808XF
- 202D Cupé y Spyder
- 303 DF Spyder
- 303 DF Cupé
- 33DF Voloradente
- DF85 Cupé
- 750GT
- 505 DF (por Ghia, 10 ejemplares)

## En la cultura popular
- El Cisitalia 202 aparece en el videojuego de 2011 L.A. Noire de Rockstar Games y Team Bondi como un automóvil secreto llamado Cisitalia Coupe.